# Milw0rm
Milw0rmはハクティビストであり、 1998年6月3日にインドのムンバイにある主要な原子力研究施設、バーバ原子力研究センター（BARC）のコンピュータに侵入したことでよく知られるグループである。このハッカーグループは政治的理由によってハッキングを行っていたが、当時としては、最大規模のハッキングも含まれ、ハッキングしたウェブサイトに反核兵器の議題や平和のメッセージを挿入した。この団体ロゴには「権力を国民の手に取り戻す」というスローガンが掲げられていた。
BARC攻撃は、核兵器を開発している国々やそのために必要な情報が存在する世界における情報のセキュリティ、「ハッカー活動家」または「ハクティビスト」の倫理、そして安全でない国際的なウェブサイトに侵入する意志と能力を持つ人々が溢れる現代世界がある中で、高度なセキュリティ対策の重要性についての白熱した議論を引き起こした。
エクスプロイトサイトmilw0rm.com及びstr0ke は、milw0rmとは無関係である。

## メンバー
ハッキンググループによくあることでmilw0rmのメンバーについてはほとんど判明しておらず、訴追から避けるためにメンバーの身元を隠すことが多い。インターネットのみで結ばれた国際ハッキングチームは、10代の若者たちで構成され、JF、Keystroke、ExtreemUK、savec0re、VeNoMouSという別名を持つ。VeNoMouS（18歳、ニュージーランド出身）、ExtreemUKとJF（18歳）はイギリス出身、Keystroke（16歳）はアメリカ出身、オランダ出身のSavec0re（17歳）などがいた。
JFは、MTVが自らのウェブサイトを意図的なハッキングをし、そのページに「JFはここにいた」という落書きをしたため、多少の悪評が付いたが、ちょうどその頃、JFはスコットランドヤードによるミルワーム攻撃の捜査を受けていた。MTV.com にホストされている何百ものページに新しいJFロゴが掲載され、その中には「JFがここにいる。milw0rmに御挨拶」と書かれたページもあった。MTVは後に、JFの「ハッキング」はen:1998 MTV Video Music Awardsでのコメンテーター、ジョニー・フェイムというの出演を宣伝するための宣伝活動であったことを確認した。JFが原因とされるハッキング行為に多くの人が困惑した。このハッカーは比較的高い倫理基準を持つ人物として知られていたからである。
VeNoMouSは、The Analyzerとして知られるイスラエルのハッカーであるen:Ehud Tenenbaumからハッキング方法を学んだとしている。

## BARC 攻撃
1998年6月3日の夜、このグループはアメリカ軍の.milマシンを使用してBARCのLocal area networkに侵入し、スーパーユーザーを手に入れ5メガバイト相当の機密メールと文書にアクセスした。これらのメールには、核兵器開発に関するセンターの科学者間のやり取りが含まれていた。Savec0reは、センターの核能力に対する抗議として、2つのサーバ上のすべてのデータを消去した。彼らはセンターのウェブページを変更し、キノコ雲と反核メッセージ、「破壊はクールだと思うな。クールじゃない」という言葉を表示させた。
10代の若者のグループはアメリカ、イギリス、ニュージーランド出身であった。侵入後、グループはBARCのシステムで悪用したセキュリティの欠陥と、サーバから窃取した過去5回に及ぶインドの核爆発に関する数千ページの文書の一部を提出した。
Keystrokeは侵入にかかった時間は13分56秒だったとしたが、後にKeystrokeはこれを軽い気持ちで言ったものと報じられた。侵入には慎重な計画が必要で、違う3つの大陸から世界中のサーバーを経由してルーティングされ、実行に数日必要としている。

## 攻撃後
JFとVeNoMouSは、WIRED記者のJames GlaveにBARCサーバから奪った文書を証拠として電子メールで送り犯行を主張した。
BARCの職員は当初、いかなる事件も起きていないと否定していた。しかしその後、実際にハッキングされ、電子メールがダウンロードされたことを認めた。セキュリティ上の、”Sendmailのごく一般的な抜け穴”欠陥によって生じた事件と報じられている。フォーブス誌では、BARCのサーバーが安全でないと明らかになると、「おそらく100人ほどのハッカーがmilw0rmの足跡をたどって BARC サーバーに侵入した」と報じている。セキュリティ強化のためウェブサイトは閉鎖され、BARCの関係者は、電子メールには機密情報は一切なく、グループはデータを破壊してはおらず、重要データを含むコンピューターは侵入されたコンピューターとは隔離されていたと言及した。
milw0rmの攻撃により、他のグループもハッカーの侵入を防ぐためにセキュリティを強化した。アメリカ軍は証拠は示さず、ハッキングは トルコ から始まった可能性があると発表した。
その後、en:Ibrahim al-Asiriはmilw0rmのメンバーと接触し、機密文書を購入を試みた。savec0reは、Ibrahimはハッカーが問題の機密文書を渡さなければ彼を殺すと脅した。Savec0reはen:Kevin Mitnickに、Ibrahimが最初、milw0rmのメンバーに免責を与えることができるFBI捜査官の家族を装って彼に近づいたと言及している。
パフォーマンスアーティストのElectronic Disturbance TheaterはJFを支持する声明を発表、ハクティビズムを称賛し、この侵入事件は一方が主張するようなサイバーテロでないと主張した。

## 他の実行
BARC事件の1ヵ月後、1998年7月、milw0rmはイギリスのウェブホスティング会社Easyspaceをハッキングし、同社ウェブサイト300以上に反核キノコ雲のメッセージを掲載、「この大規模なハッキングは、この世界に平和を見たいと願うすべての人々へ」という文章が添えられていた。
WIREDは、この事件はおそらく「これまでの中で最大の大規模ハッキングだろう」と報じた。アメリカ合衆国国防総省顧問であるen:John Arquillaは、これは史上最大規模のハッキングの一つであったと著した。この事件でハッキングされたサイトに、FIFAワールドカップ、ウィンブルドン選手権、リッツカジノ、ドリュー・バリモア、サウジアラビア王室なども含まれた。 サイトに表示された文章の一部には、「この大量乗っ取りは、この世界に平和を見たいと願うすべての人々に向けたものです...この緊張は良くない。私達が恐れるのと同じ位、皆さんも恐れています。皆さんは、これがインドとパキスタンの大規模紛争、さらにエスカレートして第三次世界大戦にまで深刻に可能性がなるであろうことを知っているでしょう。しかし、これは起こり得ない...世界を平和に保つため、皆さんの力を使ってください」と書かれていた。
ネットワークの弱点をスキャンしているときに、グループのメンバーは、1つのサーバーで多数のサイトをホストしている英国企業 EasySpace見つけ出した。仲間のハッカーグループAshtray Lumberjacksのメンバーとともに、milw0rmは1時間弱の内に、Easyspaceのすべてのウェブサイトに修正されたキノコ雲の画像とテキストを残した。セキュリティウェブサイトの創設者であるVranesevichは、この大規模なハッキングは、その影響、目的において他に見たことがないと言及した。ハッカーは、セキュリティの欠陥を暴くより、政治的な目的に関心があるようであった。
milw0rmはBARCだけでなくトルコの核施設にも侵入したと報告されている。

## 参照
1. ↑  “'Hacktivists' of All Persuasions Take Their Struggle to the Web”. New York Times. (1998年10月31日).  オリジナルの2011年5月6日時点におけるアーカイブ。 2010年3月2日閲覧。
2. ↑  Milworm Bites BARC Archived 2013-05-18 at the Wayback Machine. outlookindia.com. Retrieved 30 December 2012
3. ↑  Margolis, Michael; David Resnick (2000). Politics As Usual. Sage Publications. p. 195. ISBN 0-7619-1330-0
4. ↑  Wall, David; William L. Simon (2001). Crime and the Internet. London: Routledge. p. 65. ISBN 0-415-24429-3
5. ↑  Himma, Kenneth Einar (2006). Internet security. Jones & Bartlett Publishers. pp. 64–65. ISBN 0-7637-3536-1
6. 1 2  “E-Guerrillas in the mist”. Ottawa Citizen. (1998年10月27日).  オリジナルの2009年7月30日時点におけるアーカイブ。 2009年7月9日閲覧。
7. ↑  Himma, Kenneth Einar (2006). Internet security. Jones & Bartlett Publishers. p. 92. ISBN 0-7637-3536-1
8. ↑  Smallridge, Joshua (2016). “Understanding Cyber-Vigilantism: A Conceptual Framework”. Journal of Theoretical & Philosophical Criminology 8:  57–70. ProQuest 1787752058.  オリジナルの2024-05-21時点におけるアーカイブ。 2022年12月20日閲覧。.
9. ↑   Rashtriya Sahara. India: Sahara India Mass Communication. (1996)
10. ↑  Boni, William C.; Gerald L. Kovacich (1999). I-way robbery. Butterworth-Heinemann. p. 142. ISBN 0-7506-7029-0
11. ↑  “MTV "hack" backfires”. CNet. (1998年9月9日).  オリジナルの2012年11月4日時点におけるアーカイブ。
12. 1 2 3  “MTV Cries 'Hacked!'”. Wired. (September 9, 1998).  オリジナルのNovember 7, 2009時点におけるアーカイブ。 2017年3月10日閲覧。.
13. ↑  “AntiOnline's Editorial Coverage Of The MTV Site "Hack" ?”. AntiOnline. (1998年9月).  オリジナルの1998年12月5日時点におけるアーカイブ。
14. 1 2  “Crackers: We Stole Nuke Data”. Wired. (June 3, 1998).  オリジナルのJanuary 18, 2014時点におけるアーカイブ。 2017年3月10日閲覧。.
15. 1 2 3 4  “India has scary nuke hack”. ZDNet. (1998年6月5日).  オリジナルの2008年4月13日時点におけるアーカイブ。 2009年7月9日閲覧。
16. ↑  Liang, Qiao; Al Santoli (2002). Unrestricted warfare. NewsMax Media. p. 35. ISBN 0-9716807-2-8
17. 1 2  “The Eye of the Needle”. Rediff. (1998年6月9日).  オリジナルの2008年10月11日時点におけるアーカイブ。 2009年7月9日閲覧。
18. ↑  “Hacking Bhabha”. Forbes. (1998年11月16日).  オリジナルの2016年3月3日時点におけるアーカイブ。 2017年9月5日閲覧。
19. ↑  “Do Terrorists Troll the Net?”. Wired. (November 4, 1998).  オリジナルのJanuary 18, 2014時点におけるアーカイブ。 2017年3月10日閲覧。.
20. ↑  Mitnick, Kevin; William L. Simon (2005). The Art of Intrusion. John Wiley and Sons. p. 33. ISBN 0-7645-6959-7
21. ↑  “The Electronic Disturbance Theater supports "JF" the young british anti-nuclear hacker”.   The Electronic Disturbance Theater (1998年7月8日). 2009年10月10日時点のオリジナルよりアーカイブ。2009年7月9日閲覧。
22. ↑  Boni, William C.; Gerald L. Kovacich (1999). I-way robbery. Butterworth-Heinemann. p. 130. ISBN 0-7506-7029-0
23. 1 2 3 4 5  “Anti-Nuke Cracker Strikes Again”. Wired. (July 3, 1998).  オリジナルのOctober 10, 2009時点におけるアーカイブ。 2009年7月9日閲覧。.
24. ↑  Arquilla, John; David F. Ronfeldt (2001). Networks and netwars. Rand Corporation. p. 273. ISBN 0-8330-3030-2
25. ↑  “Cyberwarriors: Activists and Terrorists Turn to Cyberspace”. The Future of War. (Summer 2001).  オリジナルの2007年8月25日時点におけるアーカイブ。 2009年7月9日閲覧。
26. ↑   Defensor Pacis. The Institute. (1999)